# Морель, Жан (дирижёр)
Жан Поль Морель (фр. Jean Paul Morel; 10 января 1903, Абвиль, Франция — 14 апреля 1975, Нью-Йорк) — французский и американский дирижёр и музыкальный педагог.

## Биография
Учился в Париже у Изидора Филиппа (фортепиано), Габриэля Пьерне (композиция), Ноэля Галлона (теория), занимался также специальным изучением оперной литературы под руководством Рейнальдо Ана. Уже в 1921 году, 18-летним, начал преподавать в Американской консерватории в Фонтенбло и оставался в составе её педагогов до 1936 года, одновременно дирижируя различными французскими оркестрами, в том числе оркестром Опера-Комик, Национальным оркестром французского радиовещания, Симфоническим оркестром Парижа. Кроме того, был довольно известен во Франции как перкуссионист.
В 1938 году покинул Францию и обосновался в США, с 1940 г. преподавал в Бруклинском колледже. С 1944 г. дирижировал различными нью-йоркскими оперными постановками, дебютировав в Метрополитен-опера в 1956 г. премьерой «Периколы» Жака Оффенбаха в новой англоязычной постановке. Одновременно с 1949 года преподавал в Джульярдской школе, где среди его учеников были, в частности, Джеймс Ливайн, Леонард Слаткин, Герберт Бломстедт, Джон Нельсон, Лейф Сегерстам, Герберт де Кастро, Катрин Коме, Джон Канарина, Джеймс Конлон (признававшийся, что обязан Морелю своим пониманием французского репертуара) и другие. В 1971 г. вышел в отставку.